# John F. Dryden

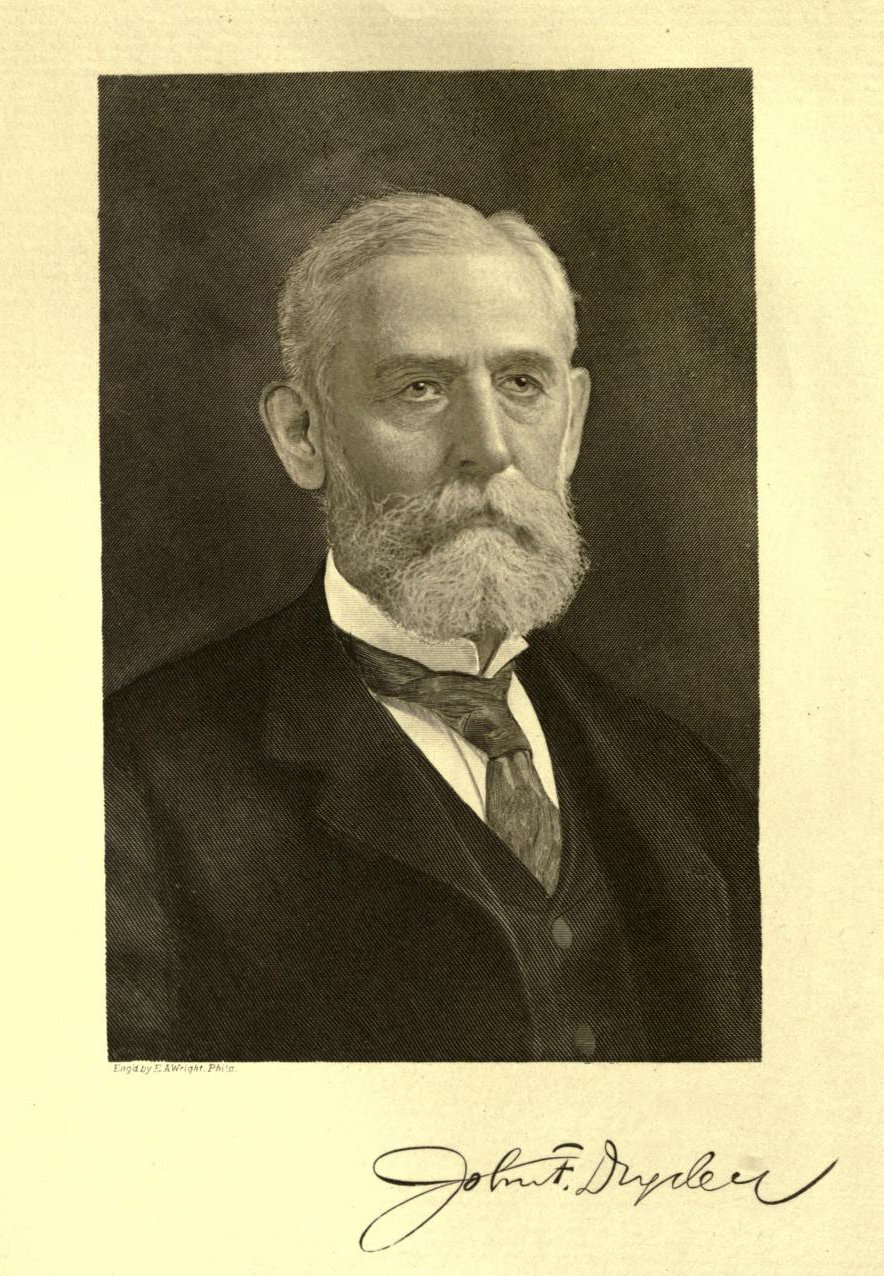
John F. Dryden

John Fairfield Dryden (* 7. August 1839 in Temple,  Franklin County,  Maine; † 24. November 1911 in Newark, Essex County, New Jersey) war ein US-amerikanischer Politiker. Zwischen 1902 und 1907 vertrat er den Bundesstaat New Jersey im US-Senat.

## Werdegang
Im Jahr 1846 zog John Dryden mit seinen Eltern nach Worcester in Massachusetts. Später absolvierte er das Yale College. Im Jahr 1875 gründete er die spätere Versicherungsgesellschaft Prudential Financial, die sich damals noch Widows and Orphans Friendly Society nannte. Bis 1881 war er dort als Sekretär Mitglied im Vorstand und danach bis zu seinem Tod Präsident. Er war auch Mitgründer der Firma Fidelity Trust Company. Darüber hinaus war er in den Staaten New Jersey, New York und Pennsylvania an verschiedenen Straßenbahnunternehmen, Banken und anderen finanziellen Einrichtungen beteiligt. Politisch schloss er sich der Republikanischen Partei an. 
Nach dem Tod von US-Senator William Joyce Sewell wurde John Dryden zu dessen Nachfolger als Class-2-Kategorie Senator in den Kongress gewählt, wo er am 29. Januar 1902 sein Mandat antrat. Im Jahr 1906 erwog er eine erneute Kandidatur. Da sich die Staatslegislative von New Jersey aber in dieser Frage nicht einigen konnte verzichtete er schließlich darauf. Daher schied er am 3. März 1907 wieder aus dem Senat aus. Zwischenzeitlich war er Vorsitzender des Ausschusses der für die Beziehungen zu Kanada zuständig war (Committee on Relations with Canada). Er gehörte auch dem Committee on Enrolled Bills an. 
Nach dem Ende seiner politischen Zeit in Washington, D.C. setzte er seine früheren Tätigkeiten fort. Er starb am 24. November 1911 in Newark.